# Pravi tuljani
Pravi tuljani (Phocidae) su najveća od tri porodice tuljana odnosno perajara (Pinnipedia). Najveći broj vrsta ove porodice živi u Arktičkom i Antarktičkom oceanu. Dobro su zastupljeni i u umjerenim širinama, ali u tropima živi samo mali broj vrsta.

## Obilježja

### Veličina i masa
Ovoj porodici pripadaju kako najveće, tako i najmanje vrste tuljana. Prosječno su nešto manji od pripadnika porodica ušatih tuljana (Otariidae) i morževa (Odobenidae). Najmanji su bajkalski tuljani (poznati i pod imenom sibirski tuljani) i prstenasti tuljani dugi između 110 i 140 cm a teški nešto više od 50 kg. Rekordnu veličinu dosežu mužjaci južnog morskog slona koji mogu biti dugi 6,5 metara, i teški 3,5 tona.
Za razliku od ušatih, kod pravih tuljana mužjaci i ženke su podjednako veliki, ili su ženke tek nešto manje od mužjaka. Jedina su iznimka morski slonovi i tuljani mjehuraši kod kojih su mužjaci značajno veći od ženki.

### Krzno
Pravi tuljani imaju prilično skromno krzno. Dok ušati tuljani neprekidno obnavljaju svoje krzno, pravi tuljani jednom godišnje odbacuju sve dlake i zamjenjuju ih. Tada krvni sudovi snabdijevaju kožu gdje rastu nove dlake, što dovodi do gubitka topline. Zbog toga u tom razdoblju pravi tuljani provode više vremena na kopnu, a u vodu odlaze puno rjeđe nego inače. Zbog zamjene krzna, s novim krznom kod nekih vrsta dolazi i do promjene boje. Novo krzno djeluje snažno i sjajno, no u sljedećim mjesecima značajno izblijedi.
Morski slonovi zajedno s krznom odbacuju i gornji sloj kože, koja se u to vrijeme odvaja u velikim komadima.

### Peraje
Kao što je opisano u poglavlju o kretanju, prednji udovi pravih tuljana su u odnosu na iste kod ušatih tuljana značajno manji. Svaki prst obično završava snažnom kandžom - no, kod nekih antarktičkih vrsta kandže su zakržljale. Tim kandžama pravi tuljani se mogu snažno prihvatiti za podlogu, ali i kopati rupe i čitave "špilje" u snijegu.
Na stražnjim udovima vanjski prst je uvijek najduži. I oni često završavaju kandžama, ali uglavnom nemaju nikakvu funkciju. Brojne vrste koje žive na južnoj polutki na stražnjim udovima uopće nemaju kandže.

### Kostur i mišićje
Najveća koncentracija mišića kod pravih tuljana je u području bokova, a ne kao kod ušatih tuljana u ramenom dijelu. Najsnažnije su im razvijeni leđni i vratni mišići.
Čini se, kao da pravi tuljani uopće nemaju vrat, kao da im je glava vezana direktno uz tijelo. No, kao i gotovo svi sisavci, i oni imaju 7 vratnih kralješaka. Područje vrata premreženo je snažnim mišićjem. Dok pliva, glava je obično usmjerena prema dolje, no može ju strelovitom brzinom ispružiti u hvatanju lovine.

### Kretanje
Pravi tuljani se od druge velike porodice tuljana razlikuju prije svega pokretanjem stražnjim udovima. Ušati tuljani, isto kao pingvini, plivaju pomoću snažnih zamaha prednjim udovima, puno manji i slabiji prednji udovi pravih tuljana priljubljeni su kod plivanja uz tijelo. No zato stražnji udovi širenjem prstiju dobivaju veliku površinu. Plivaju služeći se tim, stražnjim udovima.
Ovo obilježje je bolja prilagodba akvatičkom životu nego što je kod ušatih tuljana. No, to s druge strane znači da se teže kreću na kopnu gdje izgledaju vrlo nespretno i bespomoćno. Kako im prednje peraje više ne mogu podržati tijelo, a stražnje ne mogu povući ispod tijela, pravi tuljani se na suhom kreću pužući tijelom. Pri tome savijaju leđa i privlače stražnji dio, a onda guraju prednji dio tijela prema naprijed. Ovaj način kretanja je vrlo mukotrpan, pa se zato često pokušavaju kretati bočno, kotrljanjem. Lakše se kreću po ledu i snijegu jer glatka površina pruža tijelu manji otpor i kretanje iziskuje manji napor.
Često se ranije zbog te prilagodbe ušate tuljane smatralo "primitivnijom", a prave tuljane "naprednijom" skupinom, bolje prilagođenm životu u vodi. No, suvremena sistematika izbjegava takve podjele, pogotovu jer su fosilni nalazi obaju grupa jednako stari.

## Način života
Pravi tuljani u pravilu se ne okupljaju u velike kolonije kao što to rade ušati tuljani. No, morski slonovi su razvili vrlo sličan obrazac ponašanja s borbom mužjaka za dominaciju nad "haremom" ženki.
Većina pravih tuljana hrani se ribama i drugim morskim životinjama, no postoje i vrste koje su se razvile u prave specijaliste. Tako su se rakojedni tuljani (Lobodon carcinophagus) načinom života ali prije svega građom zubala specijalizirali za hranjenje antarktičkim krilom kao temeljom hranom. Morski leopard (Leopard seal) je pravi grabežljivac koji lovi prije svega pingvine ali i druge, manje vrste tuljana i pored orki i morskih pasa najuspješniji je grabežljivac na Antarktiku.

## Klasifikacija
Pravi tuljani su nedvosmisleno monofiletski. Fosilno su poznati od srednjeg miocena. Od tada se područje koje nastanjuju značano proširilo.
Pravi tuljani se resto svrstavaju u više potporodica. Jedna od uobičajenih metoda je razdvajanje tuljana prema područjima na kojima obitavaju, pa se tako oni koji žive na sjevernoj polutki grupiraju u skupinu pod imenom Phocinae, a tuljane s južne polutke u skupinu Monachinae. Pri tome ove zadnje obilježavaju kraće srednje kosti prednjih peraja, i zakržljale kandže na stražnjim.
Porodica se dijeli na sljedeće rodove odnosno vrste:
- Cystophora

- Tuljan mjehuraš (Cystophora cristata)

- Erignathus

- Brkati tuljan (Erignathus barbatus)

- Halichoerus

- Sivi tuljan (Halichoerus grypus)

- Histriophoca

- Prugasti tuljan (Histriophoca fasciata)

- Hydrurga

- Morski leopard (Hydrurga leptonyx)

- Leptonychotes

- Weddellov tuljan (Leptonychotes weddelli)

- Lobodon

- Tuljan rakojed (Lobodon carcinophagus)

- Mirounga

- Sjeverni morski slon (Mirounga angustirostris)
- Južni morski slon (Mirounga leonina)

- Monachus

- Sredozemna medvjedica (Monachus monachus)
- Havajska medvjedica (Monachus schauinslandi)
- Karipska medvjedica† (Monachus tropicalis)

- Ommatophoca

- Rossov tuljan (Ross seal)

- Pagophilus

- Sedlasti tuljan (Pagophilus groenlandicus)

- Phoca

- Pjegavi tuljan (Phoca largha)
- Obični tuljan (Phoca vitulina)

- Pusa

- Kaspijski tuljan (Pusa caspica)
- Prstenasti tuljan (Pusa hispida)
- Sibirski tuljan (Pusa sibirica)

## Poveznice
|  | Zajednički poslužitelj ima još gradiva o temi Pravi tuljani |
|  | Wikivrste imaju podatke o taksonu Pravim tuljanima          |

- Popis vrsta pravih tuljana  Arhivirana inačica izvorne stranice od 6. ožujka 2016. (Wayback Machine)